# Thomas Southerne
Thomas Southerne (1660 - 26 mai 1746) est un dramaturge irlandais né à Oxmantown, près de Dublin. Il entra au Trinity College en 1676.
Sa première pièce, Le Prince Perse, ou le Frère Loyal (1682), se fondait sur l'intrigue d'un roman de l'époque. Son véritable intérêt ne reposait pas sur l'histoire elle-même mais sur la dimension politique des personnages. Tachmas, le frère loyal, est de toute évidence le portrait flatteur de Jacques II d'Angleterre, et le machiavélique Ismaël semble représenter Shaftesbury. 
En 1692, Thomas Southerne révisa et compléta le Cléomène de John Dryden. Deux ans plus tard, il connaissait un succès important avec sa tragédie féminine intitulée Le Mariage Fatal, ou l'Adultère Innocent (1694) (connu également plus tard sous le titre Isabelle, ou le Mariage Fatal). Cette pièce s'inspirait d'une autre pièce réalisée auparavant par Aphra Behn, La Bonne Sœur, avec en sus quelques éléments de comédie. 
Southerne bénéficia d'un autre succès avec son adaptation théâtrale d'Oroonoko, ou l'Esclave Royal (1696), une nouvelle fois inspiré par l'œuvre d'Aphra Behn.